# Chertemps
Le Chertemps est un ruisseau du département de l'Aisne qui se jette dans le Vilpion. Le Vilpion se jette dans la Serre, un sous-affluent de la Seine par l'Oise.

## Géographie
Le Chertemps prend sa source à Vervins, au sud du mont Simon (213 m), à 195 m d'altitude.
Le ruisseau traverse Vervins, Fontaine-lès-Vervins Gercy et conflue à Saint-Gobert, à 110 m d'altitude, près après un parcours vers le Vilpion. 
La longueur de son cours est de 9 km.

### Communes et cantons traversés
Dans le seul département de l'Aisne, le Chertemps traverse les quatre communes suivantes, de l'amont vers l'aval, de Vervins (source), Fontaine-lès-Vervins Gercy, Saint-Gobert (confluence).
Soit en termes de cantons, le Chertemps prend sa source et conflue dans le même canton de Vervins, dans l'arrondissement de Vervins.

### Bassin versant
Le Chertemps traverse une seule zone hydrographique « Le Vilpion de sa source au confluent de la Brune (exclu) ».

### Organisme gestionnaire
L'organisme gestionnaire est le Syndicat du bassin versant amont de la Serre et du Vilpion sis à l'Union des Syndicats de Rivières, à Vervins, qui est concerné par le Vilpion et ses affluents pour un linéaire de 85 km.

### Climat
Vervins est soumise aux conditions climatiques de la Thiérache. La commune est située dans un climat océanique dégradé, comme toute la Picardie et la Thiérache. La proximité du massif ardennais fait que la région est aussi soumise à une influence continentale d'où la possibilité de gelées tardives et une température moyenne de 9,5 °C mais cette influence s'amenuise en allant vers l'ouest de la région. L'hiver en Thiérache est ainsi humide mais en cas de chute de neige, celle-ci peut persister quelques jours. Dans la région de Vervins, il pleut en moyenne entre 800 millimètres et 900 millimètres d'eau par an.
La station climatique la plus proche est celle de Fontaine-lès-Vervins de 2,31 km de vol d'oiseau à l'ouest de la commune,.
| Mois                              | jan. | fév. | mars | avril | mai  | juin | jui. | août | sep. | oct. | nov. | déc. | année |
| --------------------------------- | ---- | ---- | ---- | ----- | ---- | ---- | ---- | ---- | ---- | ---- | ---- | ---- | ----- |
| Température minimale moyenne (°C) | −0,3 | −0,2 | 2,2  | 4,3   | 8,1  | 10,7 | 12,9 | 12,5 | 9,8  | 6,9  | 3,1  | 0,5  | 5,9   |
| Température moyenne (°C)          | 2,4  | 3,1  | 6,3  | 9,2   | 13,2 | 15,9 | 18,3 | 18   | 14,7 | 10,9 | 6,1  | 3,1  | 10,1  |
| Température maximale moyenne (°C) | 5,1  | 6,3  | 10,4 | 14,2  | 18,3 | 21,2 | 23,6 | 23,5 | 19,6 | 14,9 | 9    | 5,6  | 14,3  |
| Précipitations (mm)               | 83,7 | 67,1 | 76,8 | 59,9  | 72,5 | 70,2 | 76,6 | 79,1 | 64,8 | 79,2 | 83,7 | 94   | 907,6 |

| Diagramme climatique                                  |             |             |             |             |              |              |              |             |             |          |          |
| J                                                     | F           | M           | A           | M           | J            | J            | A            | S           | O           | N        | D        |
| 5,1−0,383,7                                           | 6,3−0,267,1 | 10,42,276,8 | 14,24,359,9 | 18,38,172,5 | 21,210,770,2 | 23,612,976,6 | 23,512,579,1 | 19,69,864,8 | 14,96,979,2 | 93,183,7 | 5,60,594 |
| Moyennes : • Temp. maxi et mini °C • Précipitation mm |             |             |             |             |              |              |              |             |             |          |          |

| Mois                                        | jan.            | fév.           | mars           | avril          | mai            | juin           | jui.           | août          | sep.           | oct.            | nov.             | déc.             |
| ------------------------------------------- | --------------- | -------------- | -------------- | -------------- | -------------- | -------------- | -------------- | ------------- | -------------- | --------------- | ---------------- | ---------------- |
| Record de froid (°C) date du record         | −19,5 17/1/1985 | −15 7/2/1991   | −8 1/3/2005    | −5 12/4/1986   | −1 3/5/1981    | 2 5/6/1991     | 3,8 1/7/1984   | 4,2 28/8/1986 | 2 5/9/1986     | −4,3 25/10/2003 | −10,3 22/11/1988 | −12,5 29/12/1996 |
| Record de chaleur (°C) date du record       | 15,5 5/1/1985   | 17,5 24/2/1990 | 21,7 17/3/2004 | 29 26/4/2007   | 32,2 27/5/2005 | 34,8 28/6/2011 | 36,5 2/7/2010  | 38 7/8/2003   | 31 3/9/2011    | 26 3/10/2011    | 18,8 11/11/1995  | 15 7/12/2000     |
| Record de pluie en 24 h (mm) date du record | 47,6 17/1/2007  | 33,2 26/2/1990 | 31,5 13/3/1980 | 27,2 26/4/1995 | 31,5 7/5/2004  | 50,2 2/6/1992  | 62,8 23/7/1988 | 94 6/8/1995   | 39,3 15/9/1986 | 38,2 31/10/1998 | 46,1 10/11/2002  | 40 20/12/1993    |

## Affluent
L'affluent principal du Chertemps est le ruisseau Simone (rd), 5 km sur la seule commune de Fontaine-lès-Vervins.

### Rang de Strahler
Donc son rang de Strahler est de deux.